# Distichopora dispar
Distichopora dispar är en nässeldjursart som beskrevs av Stephen D. Cairns 1991. Distichopora dispar ingår i släktet Distichopora och familjen Stylasteridae. Inga underarter finns listade i Catalogue of Life.